# China Unicom
China Unicom (中国联合网络通信有限公司) è un operatore di telefonia mobile in Cina, con più di 170 milioni di utenti. L'operatore è stato creato nel 1994 come società controllata dallo Stato cinese. Da allora parte del capitale è stata trasferita ai privati, e la società è quotata alla borsa di Hong Kong.
China Unicom gestisce una rete con tecnologia GSM ed una con tecnologia CDMA. La rete CDMA è stata trasferita sotto il marchio commerciale China Telecom in seguito alla fusione con questo operatore.
Dal maggio 2009 China Unicom ha lanciato una rete 3G UMTS nelle maggiori città della Cina.